# 山口真奈 (アナウンサー)
山口 真奈（やまぐち まな、1992年〈平成4年〉4月17日 - ）は、日本のフリーアナウンサー。

## 略歴
宮城県仙台市出身。東日本大震災が発生した2011年（平成23年）3月11日、大学進学を控える高校生だった山口は、家族と暮らす宮城県仙台市において被災。内陸部だったため津波の被害は無かったものの、1週間以上の避難所生活を強いられる。不自由で情報が少ない避難所生活において、日頃から聴いていたラジオ放送の声に安心でき勇気付けられた経験から、アナウンサーを目指そうと決意。大妻女子大学社会情報学部社会情報学科3年生のとき、地域に愛されるラジオ番組がある放送局のアナウンサーになりたいという思いから、MBC南日本放送の採用試験に申し込むが、積雪により東京の交通機関の遅延が発生し入社試験に遅刻するも、どうしても受けたいと電話で謝り試験会場でも平謝りした事から「君は本当に謝れる自分の非を認められる人物だ」と評価され、2015年（平成27年）にMBC南日本放送へ入社。
アナウンサーとして同期入社した原口奈菜と共に、采野吉洋や古川廣生などによるアナウンス研修を受け、2015年（平成27年）6月9日のMBCラジオ『MBC50ニュース』において、初鳴きを果たす。
原口とは、テレビ中継やラジオ番組、MBC南日本放送のアナウンサーやタレントなどの写真が掲載されているMBCカレンダー、恋ダンスやぐでたまダンスなどを踊るMBCのYouTube動画など、一緒に組んで仕事をする機会が多かった。原口とは、同期かつ名前の語感も似ている事から、入社してしばらくの頃は社内の人間から混同される事が多かった。原口とのペアは、社内では原口山口コンビと呼ばれ、視聴者やリスナーからは『たんぽぽ倶楽部』で宮原恵津子がマナカナにちなみ命名した愛称の真奈奈菜コンビと呼ばれていた。
MBC南日本放送では担当番組の他、YouTubeでも配信されているテレビ番組『てゲてゲーミング』のMCとしても不定期で出演し、報道番組『MBCニューズナウ』番組内やラジオ番組『ゆうぐれエクスプレス』内で放送された『幕末維新ニュース』なども担当した他、『ちちんぷいぷい』、『ゴゴスマ -GO GO!Smile!-』での「列島生報告！今日はダレなんサー」、『THE TIME,』での「列島リアルタイム中継」2022年（令和4年）1月20日回でも中継リポーターを担当。
2023年（令和5年）、東京都に住み新しい事にチャレンジしたり、好きなアニメやゲームの仕事を最前線の地でやりたいという気持ちになり、次の仕事も特に決まっていない状態だったが2023年（令和5年）3月末での退社を決意。『青だよ!たくちゃん!』での最後の出演回には、卒業を知ったファンのリスナーたちが横断幕などを持参し、MBCの真横にある甲突川に駆けつけた。
フリー転身後には、各種イベントの司会などを行うかたわら、2023年（令和5年）10月7日からはSBSラジオでレギュラー番組『山口真奈の〇〇推しテル by Yupiteru』を担当。声優などもゲスト出演することがある番組だが、『山口真奈の〇〇推しテル by Yupiteru』は、様々な分野における興味のある方とも話ができるようにとの理由から、番組名にアニメという単語を入れなかった。『やきそばかおるのラジオコンシェルジュ』や、山田門努がMCのSBSラジオ『ゴゴボラケ』等にもゲスト出演している。2023年（令和5年）4月から2025年（令和7年）3月までの2年間はシー・フォルダに所属していた。
MBC南日本放送を退社した後も、「青だよ!たくちゃん!私の熱狂!パワフルプロ野球総集編」に東北楽天ゴールデンイーグルスのファン代表として、2023年（令和5年）11月7日放送回以降もスタジオ生出演したり電話出演するなど、MBC南日本放送の番組にも出演しており、2025年〈令和7年〉4月12日からはラジオ番組『山口真奈の推し活』が放送開始。
2023年（令和5年）に鹿児島城跡の鹿児島県歴史資料センター黎明館における敷地内で鹿児島県が開催する「鹿児島城祭り」で司会を務めるなど、鹿児島県での仕事も行っている。

## 人物
勇気と優しさを忘れないことを信念としている。好きな色は白と水色。普通自動車免許のほか、防災危機管理者の資格を所有。
漫画、アニメ、ゲームも好きで、ゲームはプレイするだけでなく実況プレイも好きである。中でも宮沢賢治の童話が題材のスーパーファミコン用ゲームソフト『イーハトーヴォ物語』は、父が宮沢賢治のファンな事もあり幼稚園の頃からプレイしており、『青だよ!たくちゃん!』をはじめ自身が出演するラジオ番組でも何度も話題に取り上げ、テレビ番組でも2020年（令和2年）1月9日放送の『てゲてゲーミング』で取り上げたほど思い入れのあるゲームであり、2023年（令和5年）11月4日に浦安市の浦安音楽ホールで行われた「イーハトーヴォ物語30周年記念オーケストラコンサート」では司会を務めた。
映画鑑賞も好きで、特にディズニー作品はほとんど観ている。音楽鑑賞も好きで、主にバンド音楽を好んで聴き、中でもヴィジュアル系が特に好きであり、ミュージカルを観る事もある。
ディズニー作品の仮装、漫画やアニメやゲームのキャラクターのコスプレが好きで、ミシンなどを用い自作した衣装はSNSのみならず、『週刊1チャンネル』でのスタジオ生出演や収録ロケにコスプレ姿で出演するなど、MBC南日本放送の番組など様々な番組でも度々披露する程である。東京ディズニーリゾートでは通常、スタッフのキャストと見分けられなくなるのを防ぐため、大人によるキャラクターの仮装は禁止されているが、9月中旬から10月までの期間中は特別に、全身をディズニーキャラクターに仮装した姿での入園が許可される「ディズニー・ハロウィーン」は、ディズニー好きで特に仮装が好きという理由から毎年心待ちにしている。
東北楽天ゴールデンイーグルスのファンであり、野球も観戦する。クラシック・バレエを15年習っていたため、特技は柔軟体操である。休みの日は、テーマパーク、旅行、史跡、水族館などへ行く事もある。MBC南日本放送に勤務していた事もあって鹿児島県が好きであり、鹿児島県の好きなところは温泉や美味しい食べ物が多い事である。
『青だよ!たくちゃん!』のスポンサーであるGMOペパボの社長で、同番組にもゲスト出演した鹿児島出身の佐藤健太郎とも面識があり、『週刊1チャンネル』で「霧島レイ」や「富士サクラ」のコスプレ姿でユピテル鹿児島を訪問して取材したり、『週刊1チャンネル』や『青だよ!たくちゃん!』でユピテル鹿児島や「霧島レイ」の事について特集を組み紹介した事がきっかけで、ユピテルの社長らとも面識がある。
『青だよ!たくちゃん!』のリスナーである山里亮太も、自身のラジオ番組で『青だよ!たくちゃん!』や山口の退社について言及した。

## 担当番組

### テレビ番組
南日本放送時代
- MBCニュース（2015年〈平成27年〉 - 2023年〈令和5年〉）[1]
- ときめきワイド（2016年〈平成28年〉 - 2017年〈平成29年〉）[24]
- ひるかご（2017年〈平成29年〉10月5日 - 2019年〈令和2年〉12月20日、木曜、金曜担当）[25][注釈 5]
- 週刊1チャンネル（2018年〈令和元年〉10月6日 - 2023年〈令和5年〉3月25日）
- 国保でHOT情報

### ラジオ番組
南日本放送時代
- MBC50ニュース（2015年〈平成27年〉4月17日 - ） - 2023年〈令和5年〉3月25日）[24]
- 青だよ!たくちゃん!（2016年〈平成29年〉4月2日 - 2023年〈令和5年〉3月25日[1][26][注釈 6]）、2代目アシスタント
- ラジオdeあまみっけ。（2016年〈平成28年〉 - 2017年〈平成29年〉）[27]
- 私たちの作文（ - 2023年〈令和5年〉3月25日[1]）
- やくしまじかん（2017年〈平成29年〉11月4日 - 2018年〈令和元年〉9月29日[28]）
- 市政スポット（2018年〈平成31年〉1月7日 - 2023年〈令和5年〉3月26日[29][30]）
- ゆうぐれエクスプレス（2018年〈平成31年〉4月5日 - 2019年〈令和2年〉3月25日、2021年〈令和3年〉4月6日 - 2023年〈令和5年〉3月22日[31]）
- モーニングスマイル（2019年〈令和2年〉4月4日 - 2021年〈令和3年〉3月26日[32][33]）、3代目女性MC

フリー以後
- 山口真奈の〇〇推しテル by Yupiteru（SBSラジオ、2023年〈令和5年〉10月7日 - 2024年〈令和6年〉3月30日[注釈 7]）
- 渋谷のスタートアップ（渋谷のラジオ、2024年〈令和6年〉7月27日[34] - ）
- 山口真奈の推し活（MBC南日本放送、2025年〈令和7年〉4月12日 - [注釈 8]）